# Sakanoue no Tamuramaro
Sakanoue no Tamuramaro (坂上 田村麻呂 (Bản Thượng Điền Thôn Ma Lữ) 758 – 17 tháng 6 năm 811) là một vị tướng và shōgun của Thời kỳ Heian sớm ở Nhật Bản. Ông là con trai của Sakanoue no Karitamaro.

## Tổ tiên
Theo Shoku Nihongi, một ghi chép lịch sử chính thức, tộc Sakanoue có nguồn gốc từ Hán Linh Đế. Cây gia phả của gia tộc Sakanoue cho thấy Tamuramaro là hậu duệ đời thứ 14 của Hán Linh Đế. Nghiên cứu khác truy tìm nguồn gốc của bộ tộc Sakanoue từ lục địa châu Á, có thể thông qua Baekje.